# Jaworze (gemeente)
De gemeente Jaworze is een landgemeente in het Poolse woiwodschap Silezië, in powiat Bielski (Silezië), op de grens met powiat Cieszyński.
Op 30 juni 2004 telde de gemeente 6453 inwoners. De gemeente heeft een vriendschapsband met de gemeente Moerdijk.

## Oppervlakte gegevens
In 2002 bedroeg de totale oppervlakte van gemeente Jaworze 21,32 km², waarvan:
- agrarisch gebied: 39%
- bossen: 51%

De gemeente beslaat 4,66% van de totale oppervlakte van de powiat.

## Demografie
Stand op 30 juni 2004:
| Omschrijving                   | Totaal | Totaal | Vrouwen | Vrouwen | Mannen | Mannen |
| ------------------------------ | ------ | ------ | ------- | ------- | ------ | ------ |
| eenheid                        | aantal | %      | aantal  | %       | aantal | %      |
| inwoners                       | 6453   | 100    | 3311    | 51,3    | 3142   | 48,7   |
| bevolkingsdichtheid (inw./km²) | 302,7  | 302,7  | 155,3   | 155,3   | 147,4  | 147,4  |

In 2002 bedroeg het gemiddelde inkomen per inwoner 1498,4 zł.

## Aangrenzende gemeenten
Gmina grenst in het zuiden aan gminą Brenna en in het noorden aan Gminą Jasienica, in het oosten aan Bielsko-Biała.